# Експериментальний цех петриківського розпису
Експериментальний цех петриківського розпису — підприємство, спеціалізоване з виробів прикрашених петриківським розписом, що існувало в Петриківці протягом 1970—1998 років.

## Історія
У 1970 році відомий майстер петриківського розпису Федір Савович Панко залишив посаду головного художника Фабрики петриківського розпису «Дружба» і разом з декількома іншими художниками цього підприємства заснував новий заклад — Експериментальний цех петриківського розпису при Дніпропетровському художньо-виробничому комбінаті Дніпропетровської організації Національної спілки художників України. В той час як фабрика розпису була розташована на околиці селища, Експериментальних цех розмістився в новій двоповерховій будівлі у центрі Петриківки. На відміну від фабрики розпису, більшість виробів якої створювалося з пресованої тирси, тут переважно виконували розписи на виробах з дерева (вкриваючи їх лаком після розпису) та на папері, причому значною частиною на світлому тлі, а не на чорному, як це робилося на фабриці. Робота рядових художників Експериментального цеху була більш творчо вільною і різноманітною ніж на фабриці, де більшість рядових майстрів займалися переважно багаторазовим копіюванням робіт провідних художників підприємства, і при цьому заробітна плата була суттєво вищою.
Крім засновника тут працювали також такі відомі майстри як Ганна Ісаєва, Надія Шулик, Ніна Турчин, Андрій Пікуш, Марія Пікуш, Тетяна Гарькава, Валентина Дека, Лідія Булавін, Марія Яненко, Наталія Статива-Жарко, Валентина Панко, Галина Назаренко, Олена Ярмолюк та інші.
У 1998 році на базі колективу та будівлі Експериментального цеху петриківського розпису було створено новий заклад — Центр народного мистецтва «Петриківка».